# 海老原一佳
海老原 一佳（えびはら かずよし、1995年9月13日 - ）は、東京都昭島市出身の元プロ野球選手（外野手）。右投左打。NPBでは育成選手であった。

## 経歴

### プロ入り前
母方の祖父がアメリカ人のクウォーターとして出生。昭島市立拝島第一小学校の1年時に、昭島ヤングライオンズで野球を始めた。
東海大学菅生高等学校中等部時代には軟式野球部へ所属し、主将を務めたが、卒業後は系列の東海大学菅生高等学校ではなく、創価高等学校へ進学。高校時代には2年時の秋から「5番・中堅手」としてレギュラーに定着したが、春夏ともに甲子園球場への全国大会とは無縁で、卒業後に系列校の創価大学へ入学した。高校・大学の1学年先輩に、田中正義がいる。
創価大学では、1年時から東京新大学野球のリーグ戦に出場。一時は4番打者を任されていたが、肘、足、背中を相次いで故障したため、最後のシーズンだった4年の秋季リーグ戦には主に指名打者や代打で起用された。在学中には、リーグ戦通算で47試合に出場。打率.168、4本塁打、21打点という成績だったが、4年時の第48回明治神宮野球大会にも、代打で2試合に出場した。
創価大学の4年時に社会人野球でのプレーを志すも叶わず、ベースボール・チャレンジ・リーグ（BCリーグ）に加盟する富山GRNサンダーバーズのトライアウトへ参加。2017年11月15日付で、特別合格選手として入団した。背番号は32。

### BCリーグ・富山時代
2018年には、リーグ戦の開幕からクリーンアップの一角を任されたが、5月の試合で三塁走者として本塁へ突入した際に右膝を痛めた。その影響で2か月ほど戦線離脱を余儀なくされながらも、リーグ戦全体では47試合に出場。打率.329、9本塁打、32打点という好成績を残した。
その一方で、2018年10月には、高校の先輩・栗山英樹が一軍監督を務める北海道日本ハムファイターズの入団テスト（鎌ケ谷スタジアム）に参加。二軍の本拠地でもある同スタジアムの場外へ本塁打を放ったことから、同月25日のNPB育成ドラフト会議1巡目で指名を受けた。日本ハムによる育成ドラフト会議への参加および指名は初めてだったが、入団交渉の末に、支度金300万円、年俸260万円（金額は推定）という条件で育成選手として契約した。背番号は144。日本ハム球団と育成選手契約を結んだ選手は、この年まで支配下登録選手だった森本龍弥に次いで2人目だが、育成ドラフト会議での指名を経て契約した選手は海老原が初めてである。

### 日本ハム時代
2019年には、春季キャンプのスタートを二軍で迎えながら、キャンプ中盤の一・二軍合同紅白戦で2安打を記録。この活躍によって一軍に昇格すると、チームにとってシーズン最初の対外試合であった阪神タイガースとの練習試合（2月17日）に、「7番・左翼手」としてスタメン出場を果たした。後に二軍へ戻ったが、オープン戦期間中の3月3日に、1日限定で一軍に昇格。同日に本拠地・札幌ドームで催された対横浜DeNAベイスターズ戦で、一軍の試合に再び出場した。同年はイースタン・リーグ公式戦69試合に出場し、打率.235ながらチーム2位の11本塁打を放った。
2020年はイースタン・リーグ45試合に出場し、10本塁打、打率.233と前年と変わらぬ打棒を見せ、秋の教育リーグであるみやざきフェニックス・リーグでは、参加選手中トップの4本塁打（チームメイトの樋口龍之介らと同数）を放った。しかし、2021年は故障の影響もあり、41試合の出場で2本塁打、打率.169と成績を落とした。結局、支配下登録を果たせぬまま3年目を終え、10月5日、球団より翌年の契約を結ばないことを通達された。これを受けて海老原は「ここで野球にケジメをつけるつもりです。故障もあり、今シーズンは思うように野球ができませんでしたが、すべてにおいて悔いはありません」と球団を通じて現役引退を表明した。

### 現役引退後
高校野球指導にあたるため、教員免許の取得を目指す。学生野球資格回復研修を受け、2022年2月2日に資格を回復した。古巣・富山GRNサンダーバーズの紹介で、3月10日より高岡向陵高等学校野球部のコーチに就任。また、同校野球部OBが社長を務める荻布倉庫に就職した。倉庫での業務、高校での野球指導をしつつ、教員免許の取得を目指すため通信制大学でも学んでいる。2023年から金沢学院大学附属高等学校の野球部で指導を行っている。

## 選手としての特徴
身長189cm・体重100kgと体格に恵まれた長距離打者。日本ハムへの入団テストに加えて、高校時代の対外試合でも場外本塁打を放っている。
日本ハムへ入団するまで何度も故障に見舞われたが、富山時代の戦線離脱中には、チーム事情からベンチでスコアラーを経験。相手投手の癖や配球を見抜く能力に磨きを掛けた。

## 詳細情報

### 独立リーグでの年度別打撃成績
| 年 度     | 球 団     | 試 合 | 打 数 | 得 点 | 安 打 | 二 塁 打 | 三 塁 打 | 本 塁 打 | 塁 打 | 打 点 | 三 振 | 四 球 | 死 球 | 犠 打 | 犠 飛 | 盗 塁 | 併 殺 打 | 打 率 | 出 塁 率 | 長 打 率 | O P S |
| --------- | --------- | ----- | ----- | ----- | ----- | -------- | -------- | -------- | ----- | ----- | ----- | ----- | ----- | ----- | ----- | ----- | -------- | ----- | -------- | -------- | ----- |
| 2018      | 富山      | 47    | 164   | 37    | 54    | 14       | 3        | 9        | 101   | 32    | 44    | 31    | 7     | 0     | 2     | 1     | 2        | .329  | .451     | .616     | 1.067 |
| 通算：1年 | 通算：1年 | 47    | 164   | 37    | 54    | 14       | 3        | 9        | 101   | 32    | 44    | 31    | 7     | 0     | 2     | 1     | 2        | .329  | .451     | .616     | 1.067 |

### NPB年度別打撃成績
- 一軍公式戦出場なし

### 背番号
- 32（2018年）
- 144（2019年[9] - 2021年）